# FC Stein
Der Fußball-Club Stein 1909 e. V., kurz FC Stein, ist ein Sportverein aus der mittelfränkischen Stadt Stein mit Abteilungen für Fußball, Tennis und Gymnastik.
Überregional bekannt wurde der Verein durch seine Fußballabteilung. Als die drittklassige Amateurliga Bayern zur Saison 1953 in eine nord- und eine südbayerische Staffel geteilt wurde, gelang dem FC Stein der Aufstieg in die neue Amateurliga Nordbayern. Dieser Liga gehörte der FC eine Saison an. Der 14. Tabellenplatz reichte nicht für den Klassenerhalt.

## Bekannte ehemalige Spieler
- Karl Gußner, wechselte aus der Jugend des FC zum 1. FC Nürnberg und wurde mit diesem 1935 deutscher Meister
- Manfred Ritschel nach seiner Zeit beim FC Stein 231 Mal in der Fußball-Bundesliga und drei Mal für die deutsche Nationalmannschaft
- Waldemar Schweinberger war von 1962 an zehn Jahre lang Spielertrainer des FC Stein. Zuvor absolvierte er 160 Spiele in der Oberliga Süd für den 1. FC Nürnberg und die SpVgg Fürth.
- Frank Türr, wechselte aus der Jugend des FC zum 1. FC Nürnberg und spielte für diesen und den VfL Bochum 76 Mal in der 1. Bundesliga.

## Bekannte ehemalige Trainer
- Franz Brungs (1974/75), ehemaliger Bundesligaspieler und Zweitligatrainer.